# Березовка (Біжбуляцький район)
Бере́зовка (рос. Берёзовка, башк. Березовка) — присілок у складі Біжбуляцького району Башкортостану, Росія. Входить до складу Аїтовської сільської ради.
Населення — 7 осіб (2010; 14 в 2002).
Національний склад:
- росіяни — 79 %